# Рейд 95-ї бригади
Рейд 95-ї бригади, також Рейд Забродського — рейд підрозділів 95-ї окремої десантно-штурмової бригади з 19 липня по 10 серпня 2014 під час війни на сході України. Разом з підрозділами 95 ОДШБр, на різних етапах рейду взаємодіяли підрозділи 25 ОПДБр, 30 ОМБр та 51 ОМБр. Згідно з офіційною інформацією, в ході рейду було пройдено близько 470 км, з яких 170 км тилами ворога. Під час рейду десантники 95 ОДШБр вступали у збройні зіткнення з підрозділами ЗС РФ.

## Задум операції
У червні 2014 року керівництвом країни було розроблено стратегічний план, який передбачав блокування Збройними Силами України російсько-українського кордону, а також оточення мегаполісів у Донецькій та Луганській областях. В липні підрозділи, що блокували кордон, потрапили в оточення на південному сході Луганської та на сході Донецької областей. Командування АТО розробило план деблокування підрозділів на кордоні. Згідно з планом, підрозділи 95 ОДШБр, 30 ОМБр, 51 ОМБр, 25 ОПДБр мали зайняти Савур-Могилу, н. п. Степанівка, Маринівка, встановити контроль над переправами на р. Міус та забезпечити вихід з оточення підрозділів 24 омбр, 72 омбр, 79 оаембр.
Ударними підрозділами мали виступити батальйони 30 ОМБр і 95 ОДШБр, укомплектовані військовослужбовцями контрактної служби. Рейд 95-ї аеромобільної бригади був невід'ємною складовою цієї операції.
| | \| Було поставлене завдання. Для того щоб зняти загрозу оточення і зняти складне становище, яке склалося уздовж південних рубежів нашої країни на півдні Донецької області після того, як РФ почала застосовувати засоби ураження через лінію державного кордону, було поставлене завдання рейдовому загону забезпечити виведення підрозділів, які на той момент знаходилися в південних районах Донецької області. \| |
| — Генерал-лейтенант Михайло Забродський, командувач ДШВ ЗСУ (на момент проведення рейду — полковник, командир 95 ОАеМБр) | |
| Було поставлене завдання. Для того щоб зняти загрозу оточення і зняти складне становище, яке склалося уздовж південних рубежів нашої країни на півдні Донецької області після того, як РФ почала застосовувати засоби ураження через лінію державного кордону, було поставлене завдання рейдовому загону забезпечити виведення підрозділів, які на той момент знаходилися в південних районах Донецької області. | |

## Сили
Для участі в рейді було відібрано 400 найкращих бійців з 1-го і 13-го окремого аеромобільних батальйонів 95-ї окремої аеромобільної бригади. Хоча всі бійці висловлювали бажання взяти участь.

## Хід подій

### Бої за визволення Лисичанська
Першими боями в ході рейду стали бої за визволення Лисичанська. Згідно з планом операції, підрозділи 95 ОДШБр мали провести рейдові дії і вийти на південні околиці міста і з півдня почати зачистку. 24-та бригада мала це зробити з півночі. Разом з 95 ОДШБр по двох напрямках з півдня заходив батальйон НГУ «Донбас», здійснював зачистку Лисичанська в напрямі до центру. На підступах до Лисичанська було кілька укріпрайонів, побудованих за всіма правилами військової інженерії, — дотами, замаскованими вогневими позиціями, переходами та комунікаціями.
За два дні до початку штурму Лисичанська були відправлені розвідники для виявлення опорних пунктів бойовиків. Розвідники виявили блок-пост, про який раніше нічого не було відомо.
19 липня підрозділи 95 ОДШБр пішли в наступ. Першим знищили той блокпост, який виявили розвідники.
Передовому загону поставили завдання оволодіти стратегічно важливою висотою. З першого разу висоту не вдалось здобути, бійці змушені були відступити.
Бій тривав кілька годин. Згодом прибуло підкріплення, поранених евакуювали в тил. Виснажений боєм противник на той час почав залишати свої позиції. Бойове завдання, поставлене перед крилатою піхотою, було виконане.
Після цього десантники взяли під контроль нафтопереробний завод, не допустивши його знищення бандитами. Бій тривав від обіду до самого вечора. В бою 19 липня загинули 5 десантників і близько 40 було поранено.
Під час зачистки Лисичанська десантники ледь не потрапили в добре підготовлену засідку. Бойовики мали намір прикритись житловим будинком. Однак БРДМ найманців було вчасно виявлено і знищено.
У Лисичанську було захоплено значні запаси зброї та боєприпасів: протипіхотні міни і фугаси та багато іншого. Відповідно до маркувань і дат це спорядження було передане бойовикам з Росії. Також десантники захопили броньовану вантажівку, яка стала у нагоді під час подальшого рейду.
У цілому, під Лисичанськом десантники забезпечували прохід інших військ, що рухались слідом за 95-ю бригадою.
Місцеве населення у селах під Лисичанськом привітно зустрічало визволителів.
|                                                                            | То була найбільша радість за весь час моєї служби. Коли місцеві бачили, що їдуть бетеери з українською символікою, то бігли назустріч. По дорозі розгортали звідкись добуті синьо-жовті прапори, натягали через голови вишиванки. Шикувалися вздовж дороги, плескали, кричали «Слава Україні!», «Дякуємо, що прийшли!», гімн співали. І так сотні людей у більш як десяти селах. |
| — Василь Боднар, старшина 95-ї окремої аеромобільної бригади Збройних сил. | |

### Рейд на Савур-Могилу
У рейд на Савур-Могилу 27 липня десантники 95 ОДШБр вирушили зі свого базового табору на північ від Артемівська(зараз Бахмут). Вийшовши на трасу Харків — Ростов рухались до с. Луганське, яке вони обійшли з півночі через Миронівський. Далі підрозділи десантників за Дебальцевим звернули з траси Харків-Ростов і почали рух на південь.
Маршрут пролягав через населені пункти Рідкодуб, Стіжківське, Стіжкове, Контарне, північні околиці Шахтарська. В районі с. Гірне відбувся бій за блокпост.
Блок-пост поблизу залізничного переїзду спочатку був знищений першою групою. Проте коли тим самим маршрутом йшла друга група, на неї влаштували засідку. Засідку теж було знищено. Через добу підрозділи десантників повторно проходили повз блок-пост і зруйнували його дощенту. Цей блок-пост знаходився на важливій трасі Н21, якою надходили підкріплення до бойовиків.
Після цього група продовжила рух на південь, біля с. Тернове повернувши на південний схід. Біля с. Петровського розташували польовий табір.

#### Бої за Савур-Могилу
Зранку 28 липня підрозділи 95 ОДШБр разом з підрозділами 30 ОМБр висунулись у визначені райони для штурму кургану Савур-Могили.
Загони 95-ї бригади у взаємодії з 1-ю БТГр 30 ОМБр провели штурм та захоплення кургану Савур-Могила. Попереду йшли танково-механізовані підрозділи, за ними аеромобільні. Бій тривав близько 2 годин. 30-та ОМБр втратила 2 БМП, одна підірвалась на міні, другу підбили. Штурмові групи обстрілювали з «Градів» бойовики і росіяни.
Позиції на висоті мали бути передані БТГр «Колос» 51 ОМБр. Піхотинці утримували Савур-могилу з 21:00 вечора 28 липня до 4:00 ранку 29 липня. Але через сильний артилерійський обстріл з російської території підрозділам 51 ОМБр довелось відступити.. За інформацією ДПСУ, вогневу підтримку терористів під Савур-могилою здійснювали російські військові з району села Новоолександрівське. Установки «Град» стріляли з російської території з відстані 200—300 метрів від кордону.

#### Бої за Степанівку
Після штурму Савур-Могили, наступним етапом рейду стала участь десантників в операції виведення заблокованих на кордоні українських підрозділів. У цій операції брали участь БТГр 95 ОДШБр, БТГр та реактивний артилерійський дивізіон 30-ї механізованої бригади, ротна тактична група 72-ї механізованої бригади, окремі сили та засоби 3-го полку спеціального призначення. Всього в ході операції брали участь 1611 військовослужбовців.
Першим випробуванням у цій операції стало визволення Степанівки.
Завдяки вдалій атаці з північно-західного напрямку двох механізованих, одної танкової роти 30-ї ОМБр було зламано опір ворога. За годину-півтори українські війська зайняли південно-західну частину населеного пункту. Одразу почались обстріли з боку Дмитрівки, Маринівки та території РФ. Декілька днів українські війська витратили на остаточну зачистку Степанівки.
Захопили трофеї — два танки бойовиків.
У боях за визволення та зачистку Степанівки і в результаті обстрілів, станом на 29 липня підрозділи ЗСУ втратили 2 танки і 2 БТРи.
Також в боях за визволення Степанівки брали участь підрозділи ДУК Правий сектор.
Після цього українські війська визволили Маринівку.
Остаточно Степанівка та Маринівка були визволені 1 серпня.

### Бої за переправу на Міусі
Протягом дня 6 серпня батальйони 95 ОДШБр та 30 ОМБр перейшли в наступ в районі населених пунктів Латишеве та Розсипне.
6 серпня заблоковані підрозділи почали виходити з оточення. Для цього використовували наведену переправу через р. Міус за 3 км на північ від Дмитрівки. У зв'язку з труднощами (притоплений міст, темрява, погано підготовлений особовий склад) вирішено шукати брід.
Підрозділи 95 ОДШБр, разом з 30 ОМБр встановили контроль над переправою на р. Міус за 19 км від кордону з РФ. Під час переправи ворог постійно обстрілював українські підрозділи, зокрема, і з території РФ. Декілька разів росіяни розбивали переправу вогнем артилерії.
Танкісти зайняли панівну висоту для прикриття переправи. Її утримували два дні, допоки всі підрозділи не переправились через річку. Після цього танкісти залишили свої позиції.
Протягом 6-7 серпня на правий берег р. Міус було виведено до 5 батальйонів зі складу 24-ї, 51-ї, 72-ї та 79-ї бригад ЗСУ та Державної прикордонної служби, які обороняли державний кордон. Це близько 3 тисяч осіб та понад 250 одиниць техніки. Втрати за весь період операції (один тиждень) — 74 поранених та 11 загиблих. Безпосередньо під час виходу втрат не було.
Блокпости до переправи виставив 3-й батальйон 30 ОМБр для охорони маршруту. Після успішної переправи підрозділи 95 оаембр і 30 омбр вирушили в напрямку на Міусинськ.

#### Бої за Міусинськ і Красний Луч
Наступним етапом рейду стала участь підрозділів 95 ОДШБр в створенні коридору на ділянці Степанівка — Красний Луч — Червона Поляна — Лутугине для ізоляції бойовиків від надходження підкріплень з території РФ.
Українські підрозділи — БТГр 95 ОДШБр і 1 БТГр 30 ОМБр перебували в складному становищі. Бойовики розташовували свої РЗВО в житлових кварталах міст, терикони використовувались для позицій артилерії.
Під час боїв за Красний Луч і Міусинськ відбулись перші бойові зіткнення між підрозділами ЗСУ (95 ОДШБр і 30 ОМБр) з регулярними підрозділами ЗС РФ. Просуваючись на північ, БТГр 95 ОДШБр перерізала автошлях між Красним Лучем та Антрацитом. Цією дорогою йшло постачання бойовиків. Десантники виставили блокпости на загрозливих напрямках. Назустріч 95 ОДШБр зі сторони Красної Поляни висунулась 2 БТГр 30 ОМБр, замкнувши зовнішнє коло оточення.

### Повернення
10 серпня підрозділи 95 ОДШбр вийшли з району Красний Луч-Антрацит і, пройшовши по тилах противника в напрямі на Дебальцеве, повернулись у вихідний район біля Слов'янська.
Загалом протягом рейдових дій було подолано понад 400 км, із них 170 км з боями.
Підрозділи зазнали втрат як в особовому складі, так і в техніці. Відомо про 13 загиблих воїнів-десантників.
До місць початкової дислокації повернулося лише 40% одиниць техніки. За свідченнями учасників рейду, жодної справної одиниці техніки ворогу не було здано.

## Результати рейду
Згідно з офіційною інформацією, десантники здійснили 470-кілометровий рейд по тилах сепаратистів, і при цьому знищили три ворожі блокпости. Проте найважливішим досягненням стало розблокування та створення коридору для виходу з оточення підрозділів на кордоні. Завдяки вмілим діям десантників і піхотинців, з оточення вийшло 3 тисячі осіб та понад 250 одиниць техніки.

## Реакція ЗМІ на рейд
Інформацію про проведення підрозділами ЗСУ рейду з'явилась на другий день після початку — 28 липня з'явилось повідомлення прес-служби АТО. Прес-служба навіть вказала маршрут рейду на ділянці від Дебальцевого до Шахтарська. 6 серпня Військове телебачення України виклало відео «Рейд десантників на Савур Могилу». Відео демонструє приготування до рейду в базовому таборі десантників під Бахмутом (Артемівськом), маршрут рейду до Дебальцевого та Савур-Могили. 11 серпня Прес-служби АТО повідомила про повернення підрозділів 95 ОДШБр з рейду в тилу ворога. Цю новину одразу підхопили всі провідні українські ЗМІ і телеканали.
Друга хвиля цікавості, і найпотужніша, до тематики рейду в ЗМІ піднялась після публікації інтерв'ю для ТСН американського військового експерта Філіпа Карбера. Карбер високо оцінив бойові якості 95 ОДШБр та її командира Михайла Забродського.
|  | Моя улюблена історія — про українську 95-ту бригаду. Слухайте уважно і розкажіть всім. Це найкраща бригада такого типу в усьому світі. Я знаю точно, бо я бачив їх чимало. Вперше я зустрівся з ними наприкінці березня — на початку квітня 2014 року. Я скажу, що вони справді найкрутіша українська бригада, бо вони навіть служили з американськими військовими на Близькому Сході. У них навіть тоді (навесні) вже було деяке цифрове обладнання і навіть легкоброньовані автівки. |

|  | …українці зовсім нічого не знають про те, наскільки він особливий. Михайло Забродський і його 95-та бригада на початку серпня стали частиною військової історії. Вони прорвали лінію оборони сепаратистів, здійснили марш аж до Маріуполя, повернулися вздовж кордону, знищили кілька російських артилерійських дивізіонів, які знаходилися вже на українському боці кордону, забрали їхню зброю і обладнання, російськими танками проїхали аж до самого Луганська і повернулися до Слов'янська. І це — найдовший рейд збройного формування у військовій історії світу. Це неймовірна робота, повірте. На жаль, це сталося за два тижні до російського наступу. Тобто, якби це сталося трішки пізніше, вони б били росіян з тилу, тому перебіг війни складався б по-іншому. Але це — не їхня помилка. Вони взагалі — аеромобільна бригада, а не танковий загін. У них не було ані приладів нічного бачення, ані бронежилетів. До слова, американських бронежилетів у 95-й досі немає. Є ті, які купували українські волонтери. І тому 95-та — мій найулюбленіший досвід співпраці з українцями. |

### Рейд. Сила нескорених
У серпні 2015 року з'явився трейлер до майбутнього фільму «Рейд», присвячений подіям рейду та ситуації, що склалась до і під час російського вторгнення в серпні.
Робота над «Рейдом» тривала з кінця липня 2015 року та була завершена 11 жовтня того ж року. Фільм зняли Центральна телерадіостудія Міністерства оборони України («Військове телебачення України») у партнерстві з кінокомпанією Film.ua.
Прем'єра телефільму «Рейд. Сила нескорених» відбулась 12 жовтня 2015 року в київському кінотеатрі «Україна». Телевізійна прем'єра відбулась 14 жовтня 2015 року, у День захисника України, в ефірі ряду загальнонаціональних каналів.

## Учасники про рейд
| Якщо бути точним, то із 460 кілометрів цього рейду лише 160 проходили контрольованими бойовиками територіями, де наші десантники з мінімальними втратами буквально з ходу захоплювали потужні ворожі укріплення, як це, наприклад, було під Лисичанськом. Тим самим було забезпечено прохід інших військ, що рухались слідом за 95-ю бригадою. Не менш героїчні сторінки новітньої історії 95-ї бригади — забезпечення переправи для наших військ через річку Кальміус, бої під Кривою Лукою, Красним Лиманом, Дякового, безприкладна за стійкістю і мужністю бійців оборона донецького аеропорту. Звучить дещо патетично, але справді горджусь, що командую патріотами і професіоналами, які вміло і мужньо захищають найвищу цінність — Вітчизну. |
| — Михайло Забродський |

| Ми просто зробили свою роботу. Виконали завдання командування. …. тоді ми відтягнули на себе чималі сили противника, які замість того, щоб атакувати та обстрілювати наших на передовій, були змушені реагувати на нас, — продовжив розповідь командир бригади. |
| — Генерал-майор Михайло Забродський, командувач високомобільних десантних військ України (на момент проведення рейду — полковник, командир 95 оаембр). |

| Например, во время рейда по тылам врага. В целом, я описал бы его кратко — «живые завидовали мертвым». Потому что почти на всем пути не было никакой возможности отправить раненых в тыл, и эвакуации им приходилось ждать по три дня. Мы отправились туда вытащить хлопцев из Изварино — а чтобы это сделать, нужно было пройти через Саур-Могилу. Словом, мы реально залезли в тыл врага, в самую задницу. И вылезли оттуда только благодаря Забродскому — его хитрости и его интуиции. Очень устали. Когда вышли оттуда — не верилось, что все закончилось и едем домой. Была ли это самая сложная наша операция? Да черт его знает. Просто — работа. |
| — Ігор Герасименко, Командир 1 батальйону 95-ї оаембр. |

| Ми швидко вийшли на позицію і подавили їх. І тут з-за російського кордону по нас вдарили «Гради». До цього я просто не вірив, що російська армія з російської території обстрілює наші війська. У голові не вкладалося, адже це — фактично відкрита збройна агресія! Причому не тільки я не вірив у таке. Подив і зневіра читалися на обличчях і десантників, і артилеристів, і спецпризначенців. Дуже шкода було техніку, яку тоді спалили наші «сусіди». Обстріл тривав цілий день до пізнього вечора. Від села, біля якого ми стояли, не залишилося нічого, а місцевість навколо наших позицій нагадувала місячний рельєф. |
| — Олександр Чуб, старший солдат. |

| …коли ми бачимо, як ворог професійно проводить десантування на швидкості з автомобіля: здійснює перекат, займає позицію, робить постріли й відходить,… Звичайно, що таких «трюків» простого шахтаря за місяць чи два не навчити. |
| — Командир другої штурмової групи |